# 171 (szám)
A 171 (százhetvenegy) a 170 és 172 között található természetes szám.
A 171 Harshad-szám, mert osztható a tízes számrendszerben vett számjegyeinek összegével.
A 171 a háromszögszámok, tizenháromszögszámok és 58-szögszámok közé tartozik.